# Livingston (Karolina Południowa)
Livingston – miasto w Stanach Zjednoczonych, w stanie Karolina Południowa, w hrabstwie Orangeburg.